# Alan John Pascuzzi
Alan John Pascuzzi (New York, 1969) è un artista italiano.
Specializzato nell'uso delle tecniche tradizionali del Rinascimento. Laureato in Storia dell'Arte Rinascimentale e Scultura Greca e Romana presso l'Università di Washington a St. Louis, ha insegnato per oltre venti anni nelle università americane a Firenze, dove vive e lavora.

## Biografia
Alan John Pascuzzi è nato a New York nel 1969 e, fin da giovane, ha mostrato un forte interesse per l'arte e la storia dell'arte. Dopo aver conseguito la laurea in Storia dell'Arte Rinascimentale e Scultura Greca e Romana presso l'Università di Washington a St. Louis, Missouri, è stato premiato con una borsa di studio Fulbright che gli ha permesso di trasferirsi a Firenze. Qui, ha potuto approfondire le tecniche artistiche tradizionali dei maestri del Rinascimento, un periodo che ha sempre nutrito una profonda ammirazione.
Durante il suo soggiorno a Firenze, Pascuzzi ha dedicato anni allo studio dei disegni di Michelangelo, uno degli artisti che ha maggiormente influenzato la sua carriera. Quest'esperienza lo ha portato a "farsi allievo" di Michelangelo, mettendo in pratica le sue osservazioni nei propri lavori, con l’intento di preservare e rinnovare le tradizioni artistiche rinascimentali. Pascuzzi si è impegnato a fondo nell'analizzare i dettagli più minuti dei disegni di Michelangelo, imparando a replicare le sue tecniche con un approccio che unisce la rigorosità storica alla creatività personale.
La sua formazione come storico dell'arte e la sua carriera artistica si intrecciano strettamente, poiché Pascuzzi ha sempre considerato la ricerca storica come un mezzo per arricchire la propria produzione artistica. La sua capacità di integrare la teoria con la pratica è evidente in ogni opera che realizza, dalle sculture agli affreschi, dove utilizza esclusivamente i materiali e le tecniche tradizionali che erano in uso durante il Rinascimento.
Ha insegnato Storia dell'Arte e Belle Arti in diverse università americane e continua a tenere corsi e workshop nelle scuole e nel suo studio a Firenze. È stato anche intervistato in numerosi documentari, tra cui quelli per la televisione francese, CBS e BBC, incentrati sulla vita di Leonardo da Vinci e sull'arte rinascimentale.
Nel 2019 ha pubblicato il suo libro Becoming Michelangelo, che raccoglie venti anni di ricerca sui disegni di Michelangelo.

## Tecnica e opere
Pascuzzi utilizza esclusivamente materiali e tecniche tradizionali, come quelle impiegate nel Rinascimento. Tra i materiali che impiega ci sono il marmo, il bronzo, la terracotta, e pigmenti naturali. Le sue opere sono realizzate con metodi antichi, come l'affresco, la scultura in marmo e bronzo, e la pittura su tavola. Il suo approccio artistico è basato sull'approfondimento della storia dell'arte, che gli permette di applicare le tecniche dei grandi maestri del passato nelle sue creazioni.
Pascuzzi ha progettato e realizzato numerosi affreschi e sculture in Italia e all'estero, utilizzando tecniche antiche per riprodurre le modalità artistiche del Rinascimento. Per esempio, in un progetto recente, ha realizzato affreschi e sculture monumentali per chiese a Perth, in Australia, utilizzando materiali provenienti dall'Italia, come il marmo di calcio carbonato e sabbia silicea del fiume Pearl.
A Firenze, ha creato una scultura in terracotta per il tabernacolo di Via del Leone, nel quartiere di San Frediano. L'opera, che rappresenta la Madonna con il Bambino, è stata inaugurata l'8 dicembre 2024, Festa della Madonna, con una cerimonia di benedizione officiata da Don Roberto, parroco della parrocchia di San Frediano.
Pascuzzi ha anche realizzato un affresco per il John XXIII College in Australia, commissionato per celebrare la canonizzazione di Papa Giovanni XXIII. L'affresco, che presenta il Papa e altri santi, come San Luigi Gonzaga ed Edmund Campion.